# Літературна премія імені Валер'яна Поліщука
Літературна премія імені Валер’яна Поліщука – обласна премія, заснована з метою сприяння розвитку літературної творчості Рівненської області на честь українського письменника, одного з представникiв «розстрiляного вiдродження», уродженця Рівненщини Валер’яна Поліщука.

## Історія
Заснована в листопаді 1982 році президією правління Ровенської обласної організації Добровільного товариства любителів книги УРСР і бюро обласного літературного об’єднання.
Кандидатів на здобуття премії висували правління міської та районної організацій ДТЛК, редакції обласних, міських та районних газет за погодженням з бюро обласного літературного об’єднання. Першим лауреатом став учитель Висоцької середньої школи Дубровицького району Петро Красюк.
Пізніше премія перейшла у підпорядкування Рівненської письменницької організації та Демидівської райдержадміністрації.

## Про премію
Присуджується щорічно за кращі україномовні літературні твори рівненських авторів та тих, чия творчість безпосередньо пов’язана з Рівненщиною. Претендентів на премію висувають літературні організації, студії, гуртки, колективи закладів культури та освіти, звертаючись письмово до Рівненської організації Національної спілки письменників України. Лауреатові вручається диплом, медаль та грошова винагорода.

## Лауреати[3]
- 2020 - Наталія Демедюк[4]
- 2019 - Галина Гнатюк, Лариса Сай[5]
- 2018 - Лящук Василь Кіндратович, Сладковська Тетяна Анатоліївна (Тата Рівна)
- 2017 - Степанюк Михайло Іванович[6], Гольонко Лідія Микитівна[7]
- 2016 - Дворницька Ніна Миколаївна, Мельник Ірина Сергіївна, Смик Ніна Василівна
- 2015 - Баковецька Ірина Володимирівна, Люліч Валентина Анатоліївна
- 2014 - Мейта Світлана Миколаївна[8], Кричевський Павло Зіновійович
- 2013 - Криловець Анатолій Олександрович
- 2012 - Бондючна Юлія Іванівна
- 2011 - Слободенюк Ростислав Михайлович
- 2010 - Пшеничний Микола Іванович
- 2009 - Диб’як Неоніла Ананіївна
- 2008 - Береза Микола Павлович[9]
- 2007 - Лимич (Войнарович) Анна Андріївна, Поліщук Мар’ян
- 2006 - Климентовська Вікторія Михайлівна
- 2005 - Басараба Василь Наумович
- 2003 - Пшенична Любов Антонівна
- 1997 - Цимбалюк Євген Павлович
- 1991 - Солоневський Ростислав Тимофійович
- 1990 - Жулинський Микола Григорович
- 1989 - Велесик Петро Якович
- 1988 - Дем’янчук Григорій Семенович[10]
- 1987 - Тимчак Микола Михайлович [11]
- 1986 - Баталов Валерій Гаязович
- 1985 - Бабій Степан Олександрович
- 1984 - Шморгун Євген Іванович
- 1983 - Красюк Петро Харитонович